# Mimi Balkanska

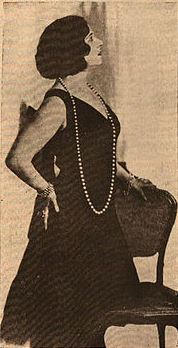
Mimi Balkanska (1929)

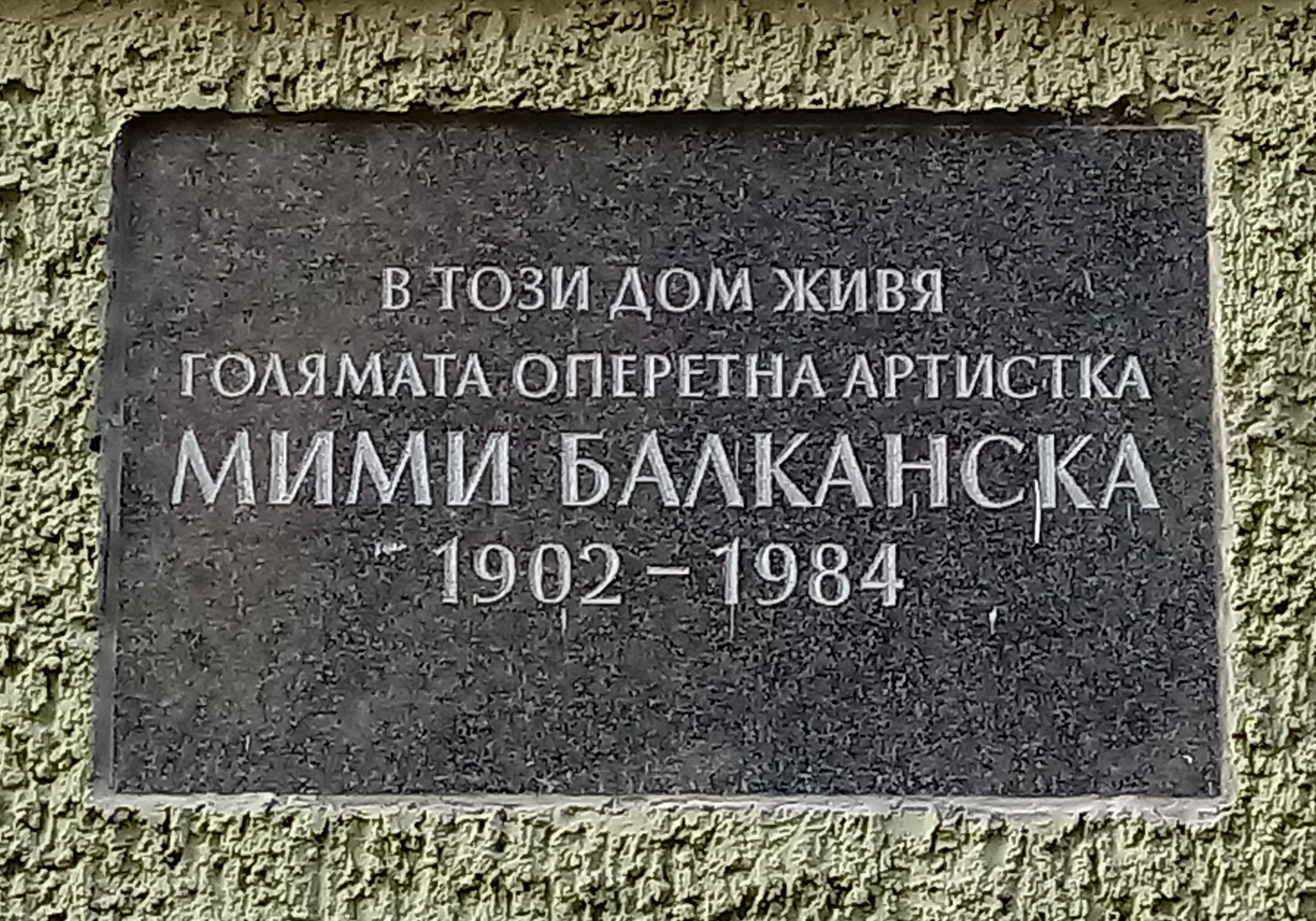
Gedenktafel für Balkanska in Sofia an ihrem ehemaligen Wohnhaus in der 1a Ulitsa „11 August“

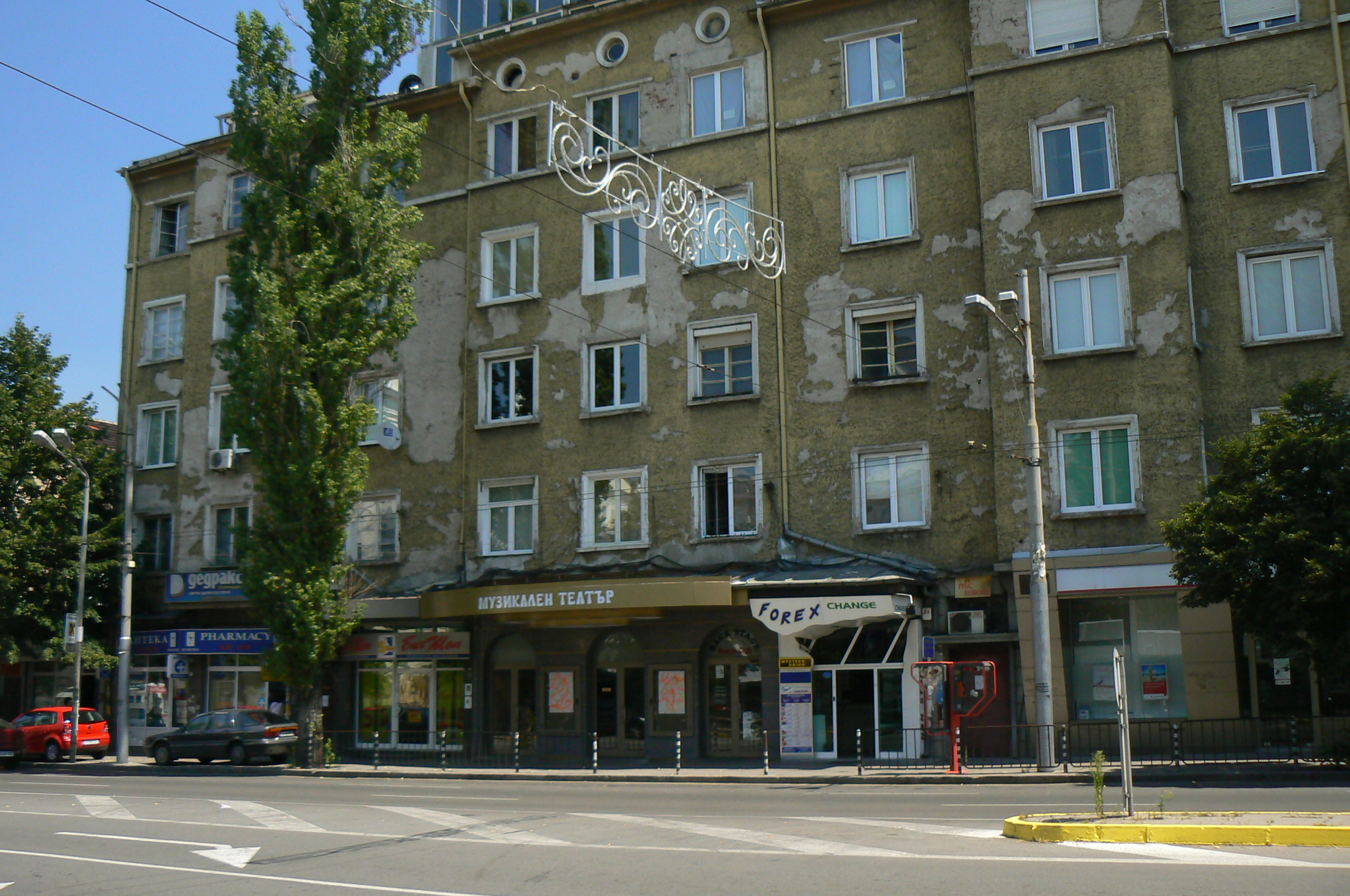
Das Musical Theater „Stefan Makedonski“ in Sofia

Mimi Michailowa Balkanska (bulgarisch Мими Михайлова Балканска) geboren Mimi Michailowa Ruska (Мими Михайлова Руска; * 22. Juli 1902 in Russe; † 22. Mai 1984 in Sofia) war eine bulgarische Operetten- und Opernsängerin sowie Schauspielerin.

## Biographie
Mimi Balkanska war eine Enkelin von Nikola Balkanski, der ein Verwandter und Mitstreiter des Nationalisten Georgi Rakowski war. Sie war das dritte Kind von Slava und Mihail Balkanski. Eigentlich hieß sie Ruska, aber ihr Vater ließ sie mit dem Vornamen Mimi einschulen. Sie wurde ein zweites Mal getauft und erhielt den Namen, unter dem sie bekannt wurde.
Als Balkanska sieben Jahre alt war, starb ihr Vater, und ihre Mutter zog mit ihren drei Kindern in die Hauptstadt Sofia. Als Gymnasiastin besuchte sie Handelskurse der Schriftstellerin Anna Karima. Sie nahm Klavierunterricht bei Heinrich Wiesner an der Sofioter Musikschule, erlernte die Tonlehre Solfège und nahm Gesangsunterricht bei Penka Toromanowa. Nach dem Ende des Ersten Weltkriegs geriet die Familie zunehmend in wirtschaftliche Schwierigkeiten; Mimi verdiente Geld, indem sie Stummfilme auf dem Klavier begleitete. Im Alter von 16 Jahren bewarb sie sich als Chorsängerin, um ihren Musikunterricht finanzieren zu können, wurde jedoch weggeschickt, da sie zu jung sei. Die Prüfungskommission erkannte aber ihr Potential und riet ihr, sich zunächst weiter ausbilden zu lassen. Als junge Frau liebte Mimi Balkanska das Fußballspiel: Sie nahm an Demonstrationsveranstaltungen teil und stand für das Team der Sänger beim Spiel gegen das Team der Künstler im Tor: Angeblich war sie die erste bulgarische Fußballerin. Sie wurde zur Ballkönigin des Sofia District Sports District (SOSO) gewählt, und bei einem Benefizspiel fungierte sie zusammen mit ihrer Kollegin Tinka Kraewa als Linienrichterin.
Balkanskas erste Rolle als Soubrette im Renaissance-Operettentheater war im Alter von 17 Jahren die der Lori in Emmerich Kálmáns Faschingsfee, der viele weitere in Operetten folgten wie die der Stasi in Die Csárdásfürstin und der Lisa aus Gräfin Mariza, beide ebenfalls von Kálmán, die Denise in Mam’zelle Nitouche von Hervé sowie der Valenciennes in Die lustige Witwe von Franz Lehár. 1922 gründete sie gemeinsam mit anderen damaligen Größen des bulgarischen Theaters die genossenschaftlich organisierte Operettentheater-Kooperative, wo sie bis 1938 tätig war. Im November 1931 ging das Genossenschaftstheater auf Tournee in die Türkei und trat dort auch vor dem türkischen Präsidenten Kemal Atatürk auf. Von 1938 bis 1942 war sie Hauptdarstellerin am Odeon-Theater.
Mimi Balkanska trat bis zum Zweiten Weltkrieg vor allem in den Musiktheatern in Sofia, aber auch in Serbien, Slowenien, Kroatien und in der Türkei auf. Für ihre in Belgrad auf Serbisch gesungene Hauptrolle einer serbischen Nationalheldin in der Oper Kostana von Petar Konjović – basierend auf dem Drama von Borisav Stanković – wurde sie mit dem höchsten serbischen Orden St.-Sava ausgezeichnet. Trotz zahlreicher Angebote aus dem Ausland zog sie es immer vor, in Bulgarien zu arbeiten. In der Zwischenkriegszeit leitete sie das Artistic Operetta Theatre. Das Repertoire des Theaters umfasste klassische Wiener Operetten, sowjetische und bulgarische Werke. Nach der Machtergreifung der Kommunisten und die sowjetische Okkupation wurde 1944 das Theater verstaatlicht und mit dem Bau eines Neubaus begonnen, der das neu geschaffene Theater „Volksoperette“ beherbergte, das 1948 in Staatliches Musiktheater umbenannt wurde. 1952 erhielt es den Beinamen „Stefan Makedonski“, und Balkanska war dort als Sängerin, Schauspielerin, Regisseurin und Direktorin tätig. Es ist das einzige Theater in Sofia, wo seit mehr als 90 Jahren Musicals gespielt werden.
Der Komponist Paraschkew Chadschiew widmete „der großen Mimi“ 1958 seine Operette Madame Sans Gene. Der Kunstkritiker Peter Uwaljew bezeichnete sie in der BBC als „die Vorläuferin der zukünftigen Übersee-Musical-Stars wie Judy Garland und Barbra Streisand“. Viele Journalisten und Kunstkritiker hoben ihre Intelligenz, ihren Charme und ihr Temperament sowie ihre Beharrlichkeit und ihren Perfektionismus hervor: „Ihre Präsenz auf der Bühne ist trotz ihrer kleinen Statur und ihrer nicht besonders kräftigen Stimme wirklich unwiderstehlich, fesselnd.“ Insgesamt spielte sie im Laufe ihrer 45-jährigen Karriere rund 300 Rollen.
1963 zog Mimi Balkanska sich von der Bühne zurück, angeblich, weil sie wegen einer Nichtbesetzung gekränkt war. Ein letzter Auftritt von ihr fand allerdings anlässlich ihres 80. Geburtstags 1982 im „Stefan Makedonski“-Theater statt. Sie war zwei Mal verheiratet, in erster Ehe ab 1919 mit dem wesentlich älteren Tenor Iwan Tsachew. Als er Engagements in Deutschland annahm, ging die Ehe auseinander. Balkanska trennte sich von ihm und ging nach Bulgarien zurück. Ihre zweite Ehe ging sie mit dem Arzt Kiril Markov ein, von dem sie sich ebenfalls trennte. In den folgenden Jahren wurden Balkanska zahlreiche Liebesaffären nachgesagt; als einer ihrer Verehrer galt der bulgarische Prinzregent Kyrill. Anfang der 1950er Jahre lernte sie den 25 Jahre jüngeren Schauspieler Todor Mladenov kennen, der sie hartnäckig umwarb. Sie gingen eine Beziehung ein, die 16 Jahre lang bis zu Mladenovs Tod – er starb nach mehreren Operationen an Krebs – dauerte. Viele Jahre lebte sie in einer Wohnung an der Straße des „11 August“ 1a, die seit 1934 ihrer Familie gehörte und wo sie ungeachtet einer sehr geringen Rente ein offenes Haus führte. Der bulgarische Staatschef Todor Schiwkow setzte sich persönlich dafür ein, dass ihre Rente erhöht wurde.
Mimi Balkanska starb 1984 im Alter von 81 Jahren an den Folgen einer Gallenblasenoperation. Zur Erinnerung an sie ist in Sofia die Zugangsstraße zum Flughafen nach ihr benannt, und an ihrem Wohnhaus wurde eine Gedenktafel angebracht. Schon mehrfach wurde der „Mimi Balkanska-Wettbewerb“ für junge Künstler für Operette und Musical ausgerichtet. 2018 war ihr Konterfei anlässlich des 100. Geburtstages der professionellen bulgarischen Operette gemeinsam mit Angel Sladkarow und Stefan Makedonski auf einer Briefmarke und einer limitierten Anzahl von Postkarten der bulgarischen Post zu sehen.